# Angel (bài hát của Shaggy)
"Angel" là một bài hát của nghệ sĩ thu âm người Jamaica gốc Mỹ Shaggy hợp tác với nghệ sĩ thu âm người Bardados Rayvon nằm trong album phòng thu thứ năm của Shaggy, Hot Shot (2001). Nó được phát hành vào ngày 6 tháng 3 năm 2001 như là đĩa đơn thứ hai trích từ album bởi MCA Records. Bài hát được viết lời bởi Shaggy, trong đó sử dụng đoạn nhạc mẫu từ bài hát năm 1968 "Angel of the Morning" (viết lời bởi Chip Taylor) và bài hát năm 1973 của Steve Miller Band "The Joker", trong khi phần sản xuất được thực hiện bởi Shaun Pizzonia. Đây là một bản reggae fusion và R&B với nội dung đề cập đến sự tri ân đối với những người phụ nữ đã đồng hành xuyên suốt cuộc đời của những người đàn ông, trong đó so sánh sự hy sinh của họ với những thiên thần.
Sau khi phát hành, "Angel" nhận được những phản ứng tích cực từ các nhà phê bình âm nhạc, trong đó họ đánh giá cao nội dung lời bài hát của nó cũng như gọi đây là một điểm nhất nổi bật từ Hot Shot. Bài hát cũng gặt hái những thành công vượt trội về mặt thương mại, đứng đầu các bảng xếp hạng ở Úc, Áo, Đức, Ireland, Hà Lan, Na Uy, Thụy Điển, Thụy Sĩ và Vương quốc Anh, và lọt vào top 10 ở hầu hết những quốc gia nó xuất hiện, bao gồm vươn đến top 5 ở nhiều thị trường lớn như Bỉ, Đan Mạch và New Zealand. Tại Hoa Kỳ, "Angel" đạt vị trí số một trên bảng xếp hạng Billboard Hot 100 trong một tuần, trở thành đĩa đơn quán quân thứ hai và cũng là cuối cùng của Shaggy tại đây.
Video ca nhạc cho "Angel" được đạo diễn bởi Cameron Casey, trong đó Shaggy và Rayvon trình diễn bài hát ở nhiều địa điểm khác nhau, bên cạnh sự xuất hiện của nhiều nữ vũ công phụ họa. Để quảng bá bài hát, nam ca sĩ đã trình diễn nó trên nhiều chương trình truyền hình và lễ trao giải lớn, bao gồm Saturday Night Live, Top of the Pops, chương trình hòa nhạc Michael Jackson: 30th Anniversary Special và giải thưởng Âm nhạc Thế giới năm 2001. Được ghi nhận là một trong những bài hát trứ danh trong sự nghiệp của Shaggy, "Angel" đã xuất hiện trong tất cả những album tuyển tập của ông kể từ khi phát hành, như Mr. Lover Lover: The Best of Shaggy...part 1 (2002), The Best of Shaggy (2008) và Best of Shaggy: The Boombastic Collection (2008).

## Danh sách bài hát
Đĩa CD tại châu Âu
1. "Angel" (radio chỉnh sửa) — 3:31
2. "Angel" (Seabreeze phối) — 3:47

Đĩa CD tại Anh quốc
1. "Angel" (radio chỉnh sửa) — 3:31
2. "Angel" (Crash and Burn phối lại) — 5:30
3. "Angel" (Seabreeze phối) — 3:47
4. "Angel" (video ca nhạc) — 3:55

Đĩa CD maxi tại Hoa Kỳ
1. "Angel" (bản album) — 3:31
2. "Angel" (phối lại) — 3:54
3. "Angel" (không lời) — 3:57
4. "Angel" (trực tiếp) — 5:31

## Xếp hạng
| Bảng xếp hạng (2000-01)                  | Vị trí cao nhất |
| ---------------------------------------- | --------------- |
| Úc (ARIA)                                | 1               |
| Áo (Ö3 Austria Top 40)                   | 1               |
| Bỉ (Ultratop 50 Flanders)                | 1               |
| Bỉ (Ultratop 50 Wallonia)                | 2               |
| Đan Mạch (Tracklisten)                   | 2               |
| Châu Âu (European Hot 100 Singles)       | 1               |
| Phần Lan (Suomen virallinen lista)       | 10              |
| Pháp (SNEP)                              | 8               |
| Đức (Official German Charts)             | 1               |
| Ireland (IRMA)                           | 1               |
| Ý (FIMI)                                 | 50              |
| Hà Lan (Dutch Top 40)                    | 1               |
| Hà Lan (Single Top 100)                  | 1               |
| New Zealand (Recorded Music NZ)          | 4               |
| Na Uy (VG-lista)                         | 1               |
| Romania (Romanian Top 100)               | 25              |
| Thụy Điển (Sverigetopplistan)            | 1               |
| Thụy Sĩ (Schweizer Hitparade)            | 1               |
| Anh Quốc (OCC)                           | 1               |
| Hoa Kỳ Billboard Hot 100                 | 1               |
| Hoa Kỳ Adult Pop Airplay (Billboard)     | 33              |
| Hoa Kỳ Pop Airplay (Billboard)           | 1               |
| Hoa Kỳ Hot R&B/Hip-Hop Songs (Billboard) | 46              |
| Hoa Kỳ Rhythmic (Billboard)              | 1               |

| Bảng xếp hạng (2001)                 | Vị trí |
| ------------------------------------ | ------ |
| Australia (ARIA)                     | 4      |
| Austria (Ö3 Austria Top 75)          | 5      |
| Belgium (Ultratop 50 Flanders)       | 5      |
| Belgium (Ultratop 40 Wallonia)       | 27     |
| Denmark (Tracklisten)                | 6      |
| Europe (European Hot 100 Singles)    | 9      |
| Finland (Suomen virallinen lista)    | 78     |
| France (SNEP)                        | 44     |
| Germany (Official German Charts)     | 9      |
| Ireland (IRMA)                       | 3      |
| Netherlands (Dutch Top 40)           | 9      |
| Netherlands (Single Top 100)         | 4      |
| New Zealand (Recorded Music NZ)      | 34     |
| Norway Spring Period (VG-lista)      | 6      |
| Norway Summer Period (VG-lista)      | 2      |
| Romania (Romanian Top 100)           | 80     |
| Sweden (Sverigetopplistan)           | 5      |
| Switzerland (Schweizer Hitparade)    | 4      |
| UK Singles (Official Charts Company) | 8      |
| US Billboard Hot 100                 | 17     |

| Bảng xếp hạng (2000-09)              | Vị trí |
| ------------------------------------ | ------ |
| Australia (ARIA)                     | 64     |
| Netherlands (Single Top 100)         | 23     |
| UK Singles (Official Charts Company) | 54     |

| Bảng xếp hạng  | Vị trí |
| -------------- | ------ |
| Ireland (IRMA) | 20     |

## Chứng nhận
| Quốc gia                                                                           | Chứng nhận  | Số đơn vị/doanh số chứng nhận |
| ---------------------------------------------------------------------------------- | ----------- | ----------------------------- |
| Úc (ARIA)                                                                          | 3× Bạch kim | 210.000^                      |
| Áo (IFPI Áo)                                                                       | Bạch kim    | 15.000*                       |
| Bỉ (BEA)                                                                           | Bạch kim    | 30.000*                       |
| Đan Mạch (IFPI Đan Mạch)                                                           | Bạch kim    | 60.000^                       |
| Pháp (SNEP)                                                                        | Vàng        | 250.000*                      |
| Hà Lan (NVPI)                                                                      | Vàng        | 40.000^                       |
| Na Uy (IFPI)                                                                       | Bạch kim    | 0*                            |
| Thụy Điển (GLF)                                                                    | 2× Bạch kim | 80.000^                       |
| Thụy Sĩ (IFPI)                                                                     | Bạch kim    | 30.000^                       |
| Anh Quốc (BPI)                                                                     | Vàng        | 400.000^                      |
| * Chứng nhận dựa theo doanh số tiêu thụ. ^ Chứng nhận dựa theo doanh số nhập hàng. |             |                               |